# 카페 콘 아로마 데 무헤르 (2021년 텔레노벨라)
《카페 콘 아로마 데 무헤르》(스페인어: Café con aroma de mujer)는 2021년 방영된 콜롬비아의 텔레노벨라이다.